# みずがめ座98番星
みずがめ座98番星（みずがめざ98ばんせい、98 Aquarii、98 Aqr）は、みずがめ座の恒星である。見かけの等級は3.96と、肉眼で見える明るさである。ガイア衛星が測定した年周視差に基づいて太陽からの距離を見積もると、約164光年となる。

## 名称
みずがめ座98番星という名称は、フラムスティード名であるが、この恒星にはバイエル符号も付与されており、みずがめ座b1星（b1 Aquarii、b1 Aqr）とも呼ばれる。
中国では、みずがめ座98番星は、皇帝の近衛軍を意味する羽林軍（拼音: Yǔ Lín Jūn）という星官を、みずがめ座δ星、みずがめ座88番星などみずがめ座とみなみのうお座の44の恒星と共に形成する。みずがめ座98番星自身は、羽林軍三十四（拼音: Yǔ Lín Jūn sānshísì）、つまり羽林軍の34番星と呼ばれる。

## 特徴
みずがめ座98番星の質量は、太陽の約1.5倍で、スペクトル型はK0 IIIに分類されるK型巨星で、主系列よりも進化し、赤色巨星分枝に進んでいる可能性が高い。半径は、太陽の14倍近くに膨張している。表面の有効温度は約4,660Kで、橙色に輝くK型星の基準と合致する。